# Hangangdzsin állomás
Hangangdzsin (Hangangjin) állomás a szöuli metró 6-os vonalának állomása, mely Szöul Jongszan-ku (Yongsan-gu) kerületében található.

## Viszonylatok
| 6-os vonal                            | 6-os vonal | 6-os vonal                                 |
| ------------------------------------- | ---------- | ------------------------------------------ |
| Ithevon (Itaewon) Ungam (Eungam) felé | 6-os vonal | Pothigoge (Beotigogae) Sinne (Sinnae) felé |